# Heliconiinae
Heliconiinae — підродина денних метеликів родини Сонцевики (Nymphalidae). Раніше відносили до окремої родини — Геліконіди (Heliconiidae). До складу підродини входить близько 150 видів, які розповсюджені у Південній Америці. Ці метелики в достатку водяться під покровом розкішних тропічних лісів Амазонки.

## Опис
Геликоніди мають характерні довгасті вузькі крила і довгі вусики. Крила досягають у розмаху 6-10 см, вони зазвичай яскраво забарвлені: часто червоно-жовто-чорні, іноді з додаванням синіх тонів. Такі метелики дуже помітні в природі, але тіло геліконід насичено отруйними речовинами, тому вони неїстівні для комахоїдних тварин. Крім цього багато геліконід володіють відразливим неприємним запахом і смаком, тому їх не чіпають птахи. Своєю поведінкою і звичками вони як би демонструють свою невразливість. Для геликонид характерний повільний і важкий політ; вони тримаються завжди роями, причому не тільки в повітрі при польоті, але і коли опускаються в крону дерева на відпочинок. Сильний запах від скупчення відпочиваючих метеликів, значною мірою охороняє їх від ворогів. Метелики геліконіди живуть набагато довше інших метеликів. Це пов'язано з тим, що геликоніди можуть перетравлювати білки.

## Отруйність
Забарвлення геліконід має попереджувальний характер. Вона попереджає про неїстівнисть комахи. В процесі травлення в тілі гусениць і метеликів геліконід утворюються отруйні речовини — цианіди, що викликають важкі отруєння комахоїдних тварин. Тому ці метелики літають нікого не лякаючись.

## Класифікація
Acraeini (Boisduval, 1833)
- Abananote Potts, 1943
- Actinote (Hübner, 1819)
- Altinote Potts, 1943
- Acraea (paraphyletic)
- Bematistes (Hemming, 1935)
- Miyana (Fruhstorfer, 1914)
- Pardopsis Trimen, 1887

Heliconiini (Swainson, 1822)
- Agraulis (Boisduval & Le Conte, 1835)
- Cethosia (Fabricius, 1807) — Lacewings

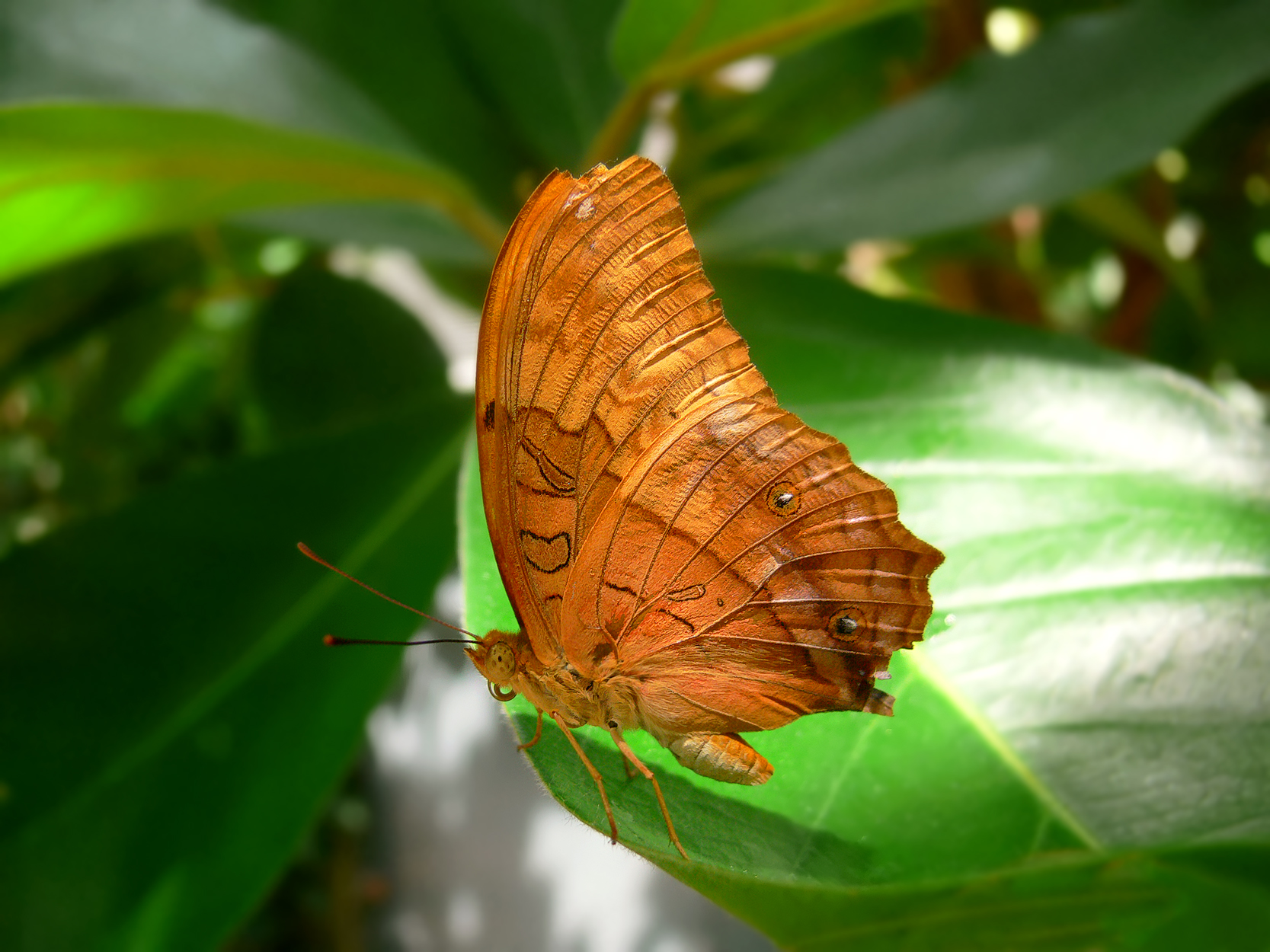
Vindula arsinoe

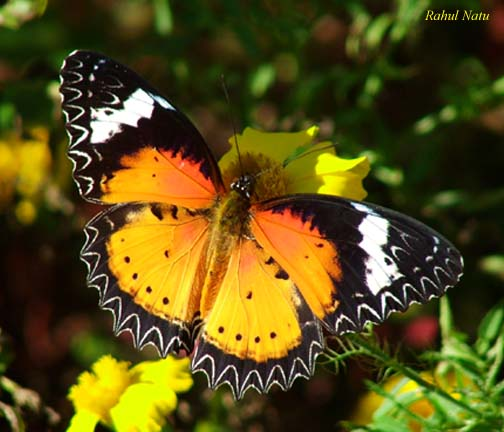
(Cethosia cyane)

- Dione (Hübner, 1819)
- Dryadula
- Dryas
- Eueides (Hübner, 1816)
- Heliconius
- Laparus
- Neruda Turner 1976[1]
- Philaethria (Billberg, 1820)
- Podotricha (Michener, 1942)
- Speyeria (Scudder, 1872)

Vagrantini (Pinratana & Eliot, 1996)
- Lachnoptera (Doubleday, 1847)
- Phalanta (Horsfield, 1829)
- Smerina (Hewitson, 1874)
- Vindula (Hemming, 1934)
- Cirrochroa (Doubleday, 1847)
- Algiachroa (Parsons, 1989)
- Algia (Herrich-Schäffer, 1864)
- Terinos (Boisduval, 1836)
- Cupha (Billberg, 1820)
- Vagrans (Hemming, 1934)

Argynnini
- Euptoieta Doubleday 1848
- Yramea Reuss 1920
- Boloria (including Clossiana)
- Issoria Hübner 1819
- Brenthis Hübner 1819
- Argynnis Fabricius 1807
- Speyeria Scudder 1872